# St. Bartholomäus (Ahlen)

St. Bartholomäus, Westseite

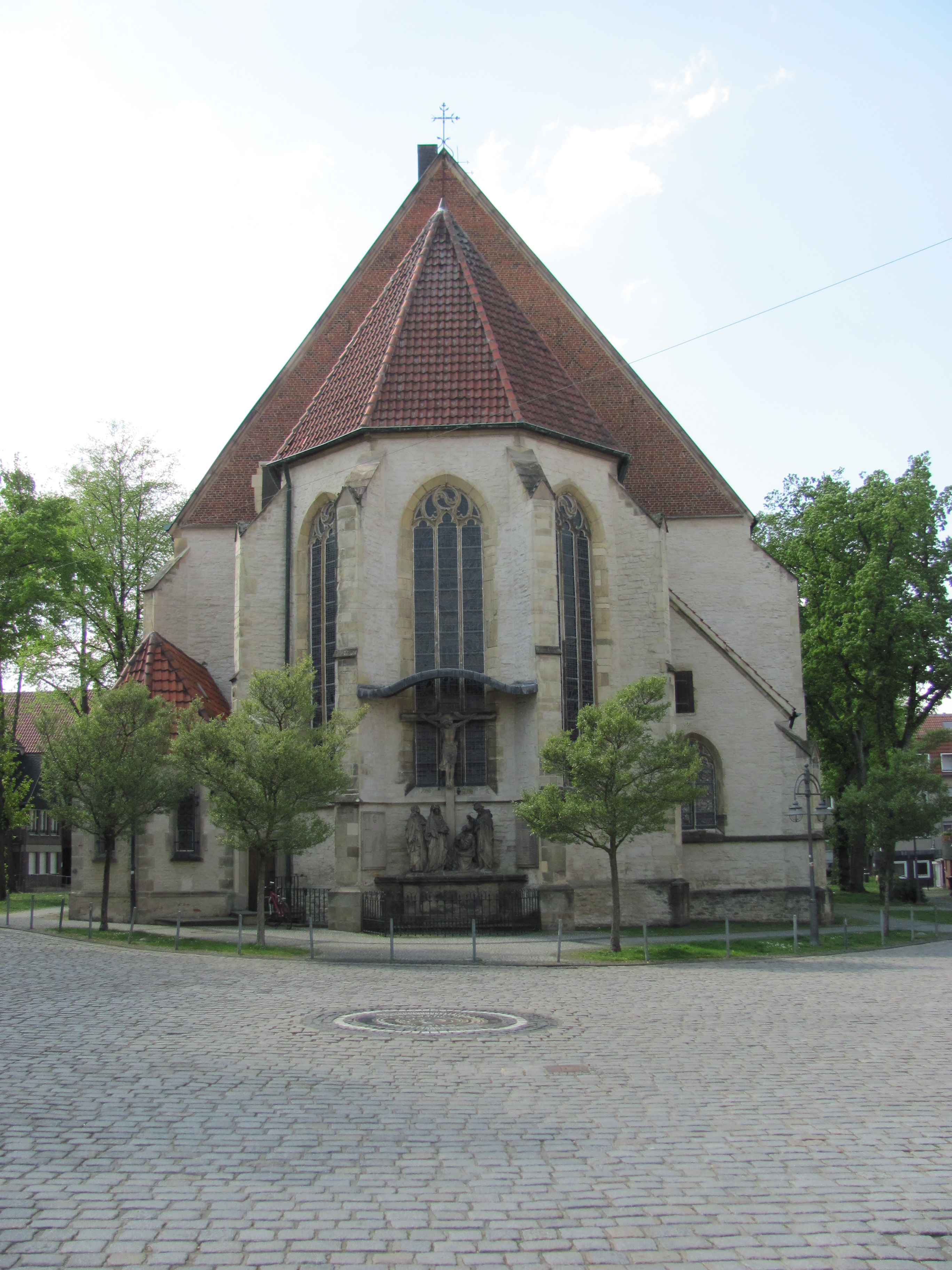
St. Bartholomäus, Ostseite am Markt

Die katholische Pfarrkirche St. Bartholomäus ist ein denkmalgeschütztes Kirchengebäude in Ahlen, einer Stadt im Kreis Warendorf, Nordrhein-Westfalen. Kirche und Gemeinde gehören zum Dekanat Ahlen im Bistum Münster.

## Geschichte
Die alte Kirche in Ahlen ist eine der ältesten Taufkirchen des Münsterlandes. Sie wurde im 9. Jahrhundert auf dem späteren bischöflichen Amtshof gegründet und 1139 dem Prämonstratenserkloster Cappenberg inkorporiert. Der bestehende Bau ist eine spätgotische Hallenkirche mit vier Jochen und kurzem Chorjoch, die Ende des 15. Jahrhunderts errichtet wurde. Von dem romanischen Vorgängerbau sind wahrscheinlich Reste eines Querhauses in der Südwand erhalten. Innen befinden sich schmucklose Pfeiler und an den Wanddiensten Blattwerkkapitelle. Die Fenster sind dreiteilig und mit Fischblasenmaßwerk versehen. Im Norden befindet sich die Sakristei. Der Westturm stürzte ein und wurde von 1815 bis 1819 mit barockisierender Haube neu errichtet.

## Ausstattung

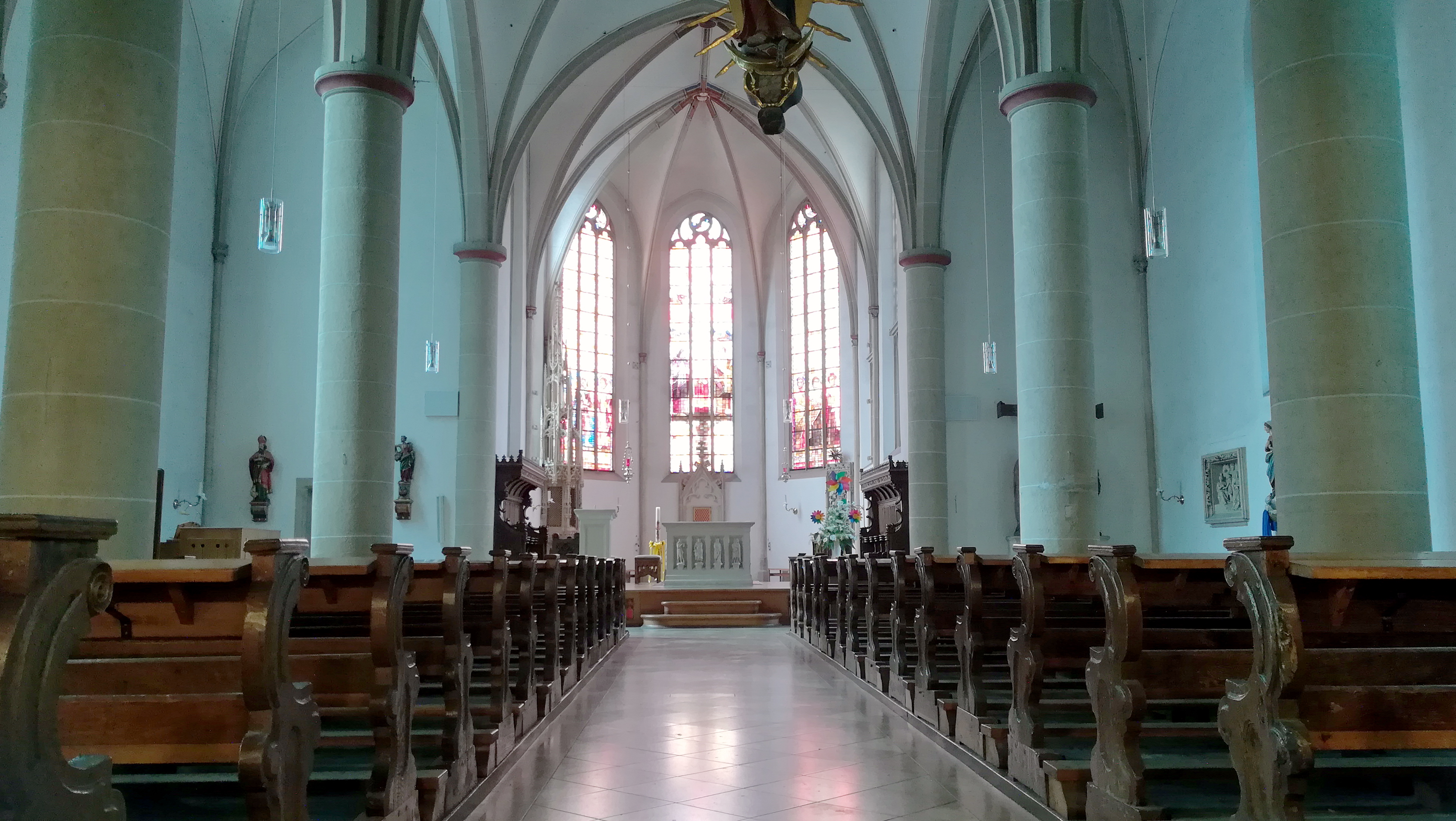
St. Bartholomäus: Innenraum

- Sakramentshäuschen mit gegliedertem Turmaufbau und Figuren von Meister Bernd Bunickman aus Münster von 1512
- aus der Erbauungszeit der Kirche eine Sakramentsnische an der Südseite
- vom Anfang des 16. Jahrhunderts zwei Chorstühle mit je fünf Sitzen
- aus dem 17. Jahrhundert eine Doppelmadonna
- ein mit Wappen geschmücktes Epitaph von 1724
- auf einer Außenwand an der Südseite eine Ölberggruppe aus Stein von 1738[2][3]

## Orgel
Die Orgel wurde in den Jahren 1959/60 und 1978 von der Orgelbaufirma Franz Breil aus Dorsten erbaut. In dem Instrument wurde Pfeifenmaterial aus den Vorgängerorgeln wiederverwendet. Das Schleifladen-Instrument hat 35 Register auf drei Manualen und Pedal. Die Spiel- und Registertrakturen sind mechanisch.
| I Hauptwerk C–f3 |                |       |
| 1.               | Gedacktpommer  | 16′   |
| 2.               | Prinzipal      | 8′    |
| 3.               | Gobgedackt     | 8′    |
| 4.               | Oktave         | 4′    |
| 5.               | Flaut recordor | 4′    |
| 6.               | Quinte         | 2 ⁄3′ |
| 7.               | Oktave         | 2′    |
| 8.               | Mixtur VI      | 1 ⁄3′ |
| 9.               | Trompete       | 16′   |
| 10.              | Trompete       | 8′    |

| II Rückpositiv C–f3 |                 |       |
| 11.                 | Quintade        | 8′    |
| 12.                 | Holzgedackt     | 8′    |
| 13.                 | Prinzipal       | 4′    |
| 14.                 | Koppelflöte     | 4′    |
| 15.                 | Gemshorn        | 2′    |
| 16.                 | Sifflöte        | 1 ⁄3′ |
| 17.                 | Sesquialtera II |       |
| 18.                 | Scharff V       | 1′    |
| 19.                 | Dulzian         | 16′   |
| 20.                 | Schalmey        | 8′    |
|                     | Tremulant       |       |

| III Brustwerk C–f1 |            |       |
| 21.                | Gedackt    | 8′    |
| 22.                | Rohrflöte  | 4′    |
| 23.                | Prinzipal  | 2′    |
| 24.                | Quinte     | 1 ⁄3′ |
| 25.                | Zimbel III | 1⁄2′  |
| 26.                | Krummhorn  | 8′    |
|                    | Tremulant  |       |

| Pedalwerk C–f1 |           |       |
| 27.            | Prinzipal | 16′   |
| 28.            | Subbass   | 16′   |
| 29.            | Oktave    | 8′    |
| 30.            | Oktave    | 4′    |
| 31.            | Pommer    | 4′    |
| 32.            | Nachthorn | 2 ⁄3′ |
| 33.            | Mixtur VI | 2′    |
| 34.            | Posaune   | 16′   |
| 35.            | Trompete  | 8′    |

- Koppeln: II/I, III/I, I/P, II/P